# Africalolampra
Africalolampra es un género de insectos blatodeos (cucarachas) de la familia Blaberidae, subfamilia Epilamprinae. Contiene una sola especie, Africalolampra ehrmanni.

## Distribución geográfica
Se pueden encontrar en Kenia.